# Acteniceromorphus
Acteniceromorphus — подрод щелкунов из подсемейства Dendrometrinae.

## Описание
Стерниты переднегруди между передними тазиками ровный, задний отросток переднегруди без уступов перед вершиной. Бедренные покрышки задних тазиков сужаются равномерно по направлению наружу.

## Систематика
В составе рода:
- вид: Liotrichus chlamydatus (Lewis, 1894)
- вид: Liotrichus ferrugineipennis (Candéze, 1879)
- вид: Liotrichus fulvipennis (Lewis, 1894
- вид: Liotrichus hiramatsui Ôhira, 1996
- вид: Liotrichus kabakovi Gurjeva, 1986
- вид: Liotrichus kochianus Ôhira, 1963)
- вид: Liotrichus kurofunei (Miwa, 1934)
- вид: Liotrichus minoensis (Ôhira, 1954)
- вид: Liotrichus nipponensis Ôhira, 1973
- вид: Liotrichus nishidai Kishii, 1986
- вид: Liotrichus ozeanus (Nakane et Kishii, 1954)
- вид: Liotrichus sasakii Ôhira, 1970
- вид: Liotrichus selectus (Candéze, 1865)
- вид: Liotrichus singularis Gurjeva, 1986
- вид: Liotrichus spinosus (LeConte, 1853)
- вид: Liotrichus stricklandi (Brown, 1935)
- вид: Liotrichus subopacus Kishii, 1982
- вид: Liotrichus tengu (Miwa, 1934)
- вид: Liotrichus tsukamotoi Kishii, 1966
- вид: Liotrichus umbricolus (Eschscholtz, 1829)
- вид: Liotrichus volitans (Eschscholtz, 1829)